# Herrera (Spagna)
Herrera è un comune spagnolo di 6 526 abitanti situato nella comunità autonoma dell'Andalusia.

## Geografia fisica
Il comune è attraversato dal fiume Genil.